# Leichtathletik-Weltmeisterschaften 1995/400 m Hürden der Frauen

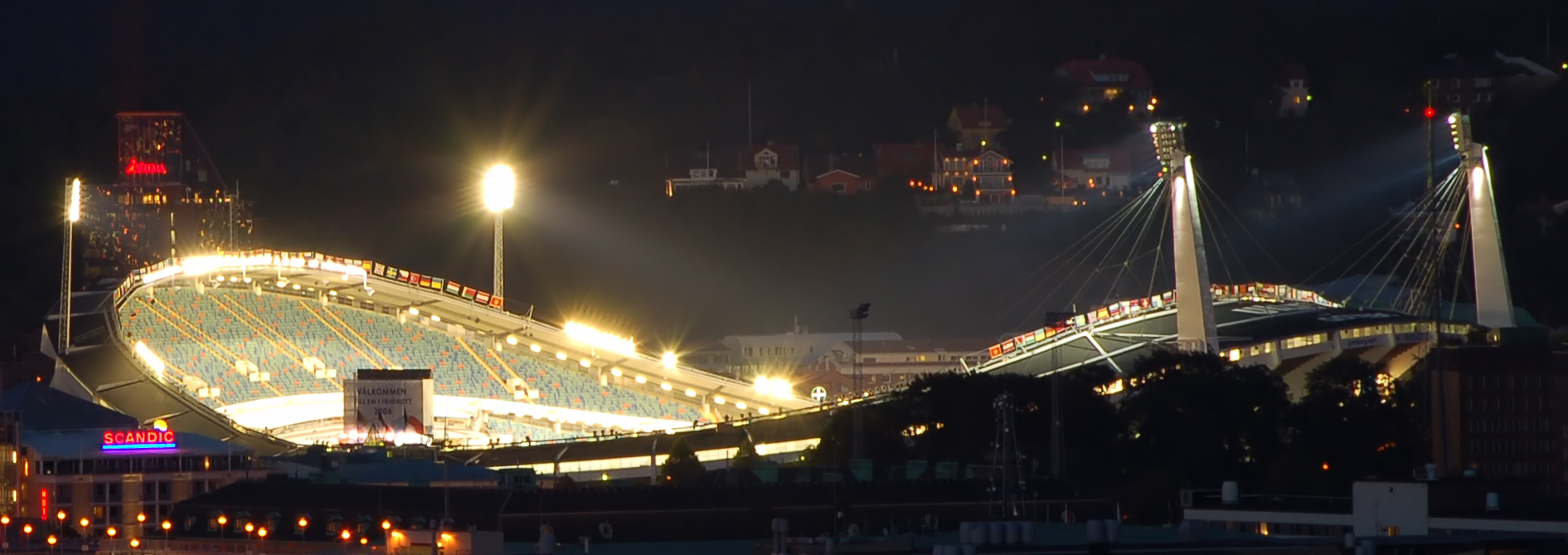
Das Göteborger Ullevi-Stadion im Jahr 2006

Der 400-Meter-Hürdenlauf der Frauen bei den Leichtathletik-Weltmeisterschaften 1995 wurde vom 8. bis 11. August 1995 im Göteborger Ullevi-Stadion ausgetragen.
Die US-amerikanischen Hürdenläuferinnen erzielten in diesem Wettbewerb einen Doppelsieg. Weltmeisterin wurde Kim Batten, die im Finale mit 52,61 s einen neuen Weltrekord aufstellte. Silber ging an Tonja Buford, die mit nur einer Hundertstelsekunde Rückstand auf die Siegerin das Ziel erreichte. Die Jamaikanerin Deon Hemmings errang die Bronzemedaille.

## Rekorde

### Bestehende Rekorde
| Weltrekord               | 52,74 s | Sally Gunnell | WM 1993 in Stuttgart, Deutschland | 19. August 1993 |
| Weltmeisterschaftsrekord | 52,74 s | Sally Gunnell | WM 1993 in Stuttgart, Deutschland | 19. August 1993 |

### Rekordverbesserung
Die US-amerikanische Weltmeisterin Kim Batten verbesserte den WM-Rekord und damit gleichzeitig auch den Weltrekord im Finale am 11. August um 13 Hundertstelsekunden auf 52,61 s.
Außerdem stellte die drittplatzierte Jamaikanerin Deon Hemmings im Finale mit 53,48 s einen neuen Landesrekord auf.

## Vorrunde
Die Vorrunde wurde in vier Läufen durchgeführt. Die ersten drei Athletinnen pro Lauf – hellblau unterlegt – sowie die darüber hinaus vier zeitschnellsten Läuferinnen – hellgrün unterlegt – qualifizierten sich für das Halbfinale.

### Vorlauf 1
8. August 1995, 16:45 Uhr
| Platz | Name                  | Nation         | Zeit    |
| ----- | --------------------- | -------------- | ------- |
| 1     | Tonja Buford          | USA            | 55,15 s |
| 2     | Tetjana Tereschtschuk | Russland       | 56,16 s |
| 3     | Natalja Torschina     | Kasachstan     | 56,23 s |
| 4     | Monika Warnicka       | Polen          | 56,88 s |
| 5     | Olga M. Nasarowa      | Russland       | 57,64 s |
| 6     | Louise Fraser         | Großbritannien | 57,99 s |
| 7     | Åsa Carlsson          | Schweden       | 58,42 s |

### Vorlauf 2
8. August 1995, 16:51 Uhr
| Platz | Name                 | Nation            | Zeit                                      |
| ----- | -------------------- | ----------------- | ----------------------------------------- |
| 1     | Kim Batten           | USA               | 55,71 s                                   |
| 2     | Ionela Târlea        | Rumänien          | 58,47 s                                   |
| 3     | Guðrún Arnardóttir   | Island            | 58,57 s                                   |
| 4     | Zhanna Sokolova      | Tadschikistan     | 1:13,16 min                               |
| DSQ   | Hsu Pei-chin         | Chinesisch Taipeh | IAAF Rule 163.7 Unerlaubte Kontrollmarken |
| DSQ   | Tazjana Kurotschkina | Belarus           | IAAF Rule 163.7 Unerlaubte Kontrollmarken |
| DNS   | Rosey Edeh           | Kanada            |                                           |

### Vorlauf 3

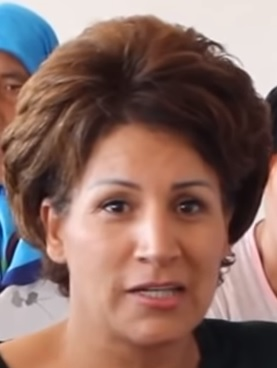
Nezha Bidouane – die kommende Weltmeisterin – wurde in der Vorrunde disqualifiziert

8. August 1995, 16:57 Uhr
| Platz | Name                 | Nation      | Zeit                                         |
| ----- | -------------------- | ----------- | -------------------------------------------- |
| 1     | Deon Hemmings        | Jamaika     | 54,72 s                                      |
| 2     | Silvia Rieger        | Deutschland | 55,75 s                                      |
| 3     | Tazzjana Ljadouskaja | Belarus     | 56,03 s                                      |
| 4     | Omolade Akinremi     | Nigeria     | 56,46 s                                      |
| 5     | Miriam Alonso        | Spanien     | 58,36 s                                      |
| DSQ   | Nezha Bidouane       | Marokko     | IAAF Rule 168.7 – Nichtüberquerung der Hürde |

### Vorlauf 4
8. August 1995, 17:03 Uhr
| Platz | Name               | Nation         | Zeit    |
| ----- | ------------------ | -------------- | ------- |
| 1     | Heike Meißner      | Deutschland    | 55,95 s |
| 2     | Trevaia Williams   | USA            | 55,98 s |
| 3     | Karen van der Veen | Südafrika      | 56,32 s |
| 4     | Irina Lenskiy      | Ukraine        | 57,52 s |
| 5     | Debbie-Ann Parris  | Jamaika        | 57,83 s |
| 6     | Marie Womplou      | Elfenbeinküste | 58,67 s |

## Halbfinale
Aus den beiden Halbfinalläufen qualifizierten sich die jeweils ersten vier Athletinnen – hellblau unterlegt – für das Finale.

### Halbfinallauf 1
9. August 1995, 17:05 Uhr
| Platz | Name                  | Nation      | Zeit                             |
| ----- | --------------------- | ----------- | -------------------------------- |
| 1     | Tonja Buford          | USA         | 55,30 s                          |
| 2     | Tetjana Tereschtschuk | Russland    | 56,09 s                          |
| 3     | Natalja Torschina     | Kasachstan  | 56,52 s                          |
| 4     | Heike Meißner         | Deutschland | 56,75 s                          |
| 5     | Monika Warnicka       | Polen       | 56,88 s                          |
| 6     | Olga M. Nasarowa      | Russland    | 56,89 s                          |
| 7     | Trevaia Williams      | USA         | 1:04,84 min                      |
| DSQ   | Karen van der Veen    | Südafrika   | IAAF Rule 163.3 – Bahnübertreten |

### Halbfinallauf 2

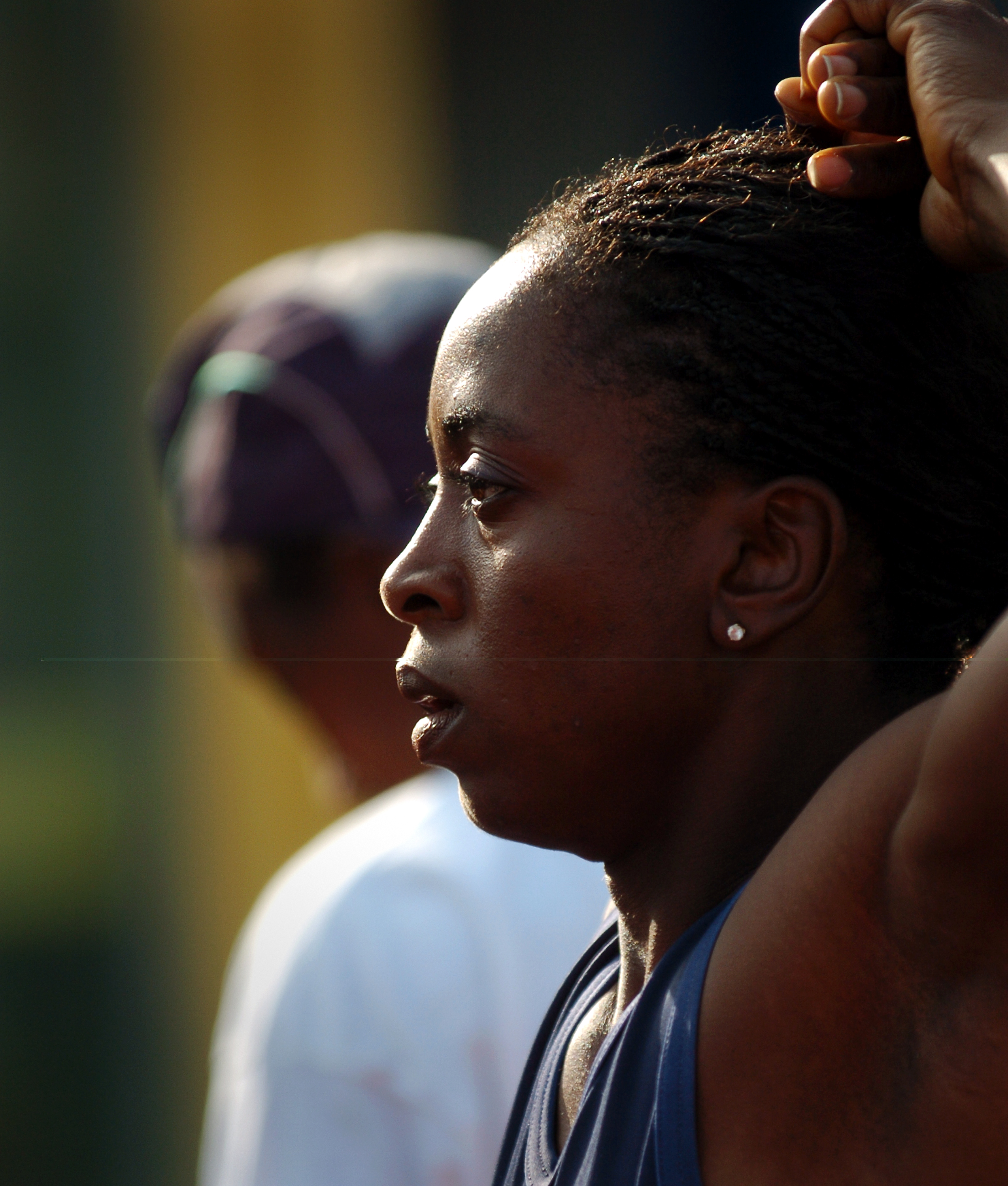
Omolade Akinremi verpasste als Fünfte ihres Halbfinallaufs das Finale um einen Rang
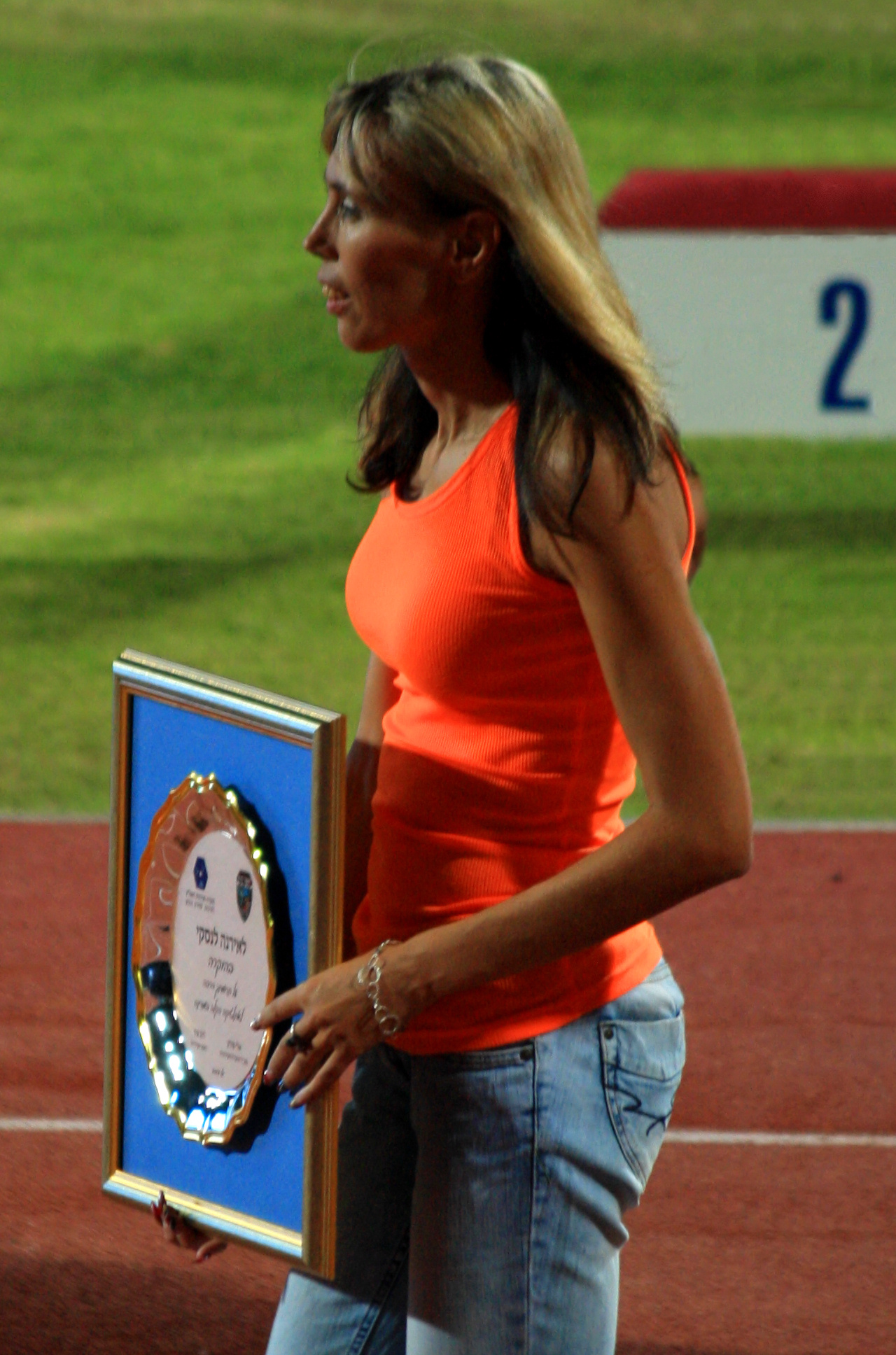
Irina Lenskiy schied als Siebte ihres Rennens im Halbfinale aus

9. August 1995, 17:12 Uhr
| Platz | Name                 | Nation      | Zeit                                         |
| ----- | -------------------- | ----------- | -------------------------------------------- |
| 1     | Kim Batten           | USA         | 54,15 s                                      |
| 2     | Deon Hemmings        | Jamaika     | 54,33 s                                      |
| 3     | Silvia Rieger        | Deutschland | 55,69 s                                      |
| 4     | Ionela Târlea        | Rumänien    | 56,21 s                                      |
| 5     | Omolade Akinremi     | Nigeria     | 57,07 s                                      |
| 6     | Guðrún Arnardóttir   | Island      | 57,29 s                                      |
| 7     | Irina Lenskiy        | Ukraine     | 57,33 s                                      |
| DSQ   | Tazzjana Ljadouskaja | Belarus     | IAAF Rule 168.7 – Nichtüberquerung der Hürde |

## Finale
11. August 1995, 18:50 Uhr
| Platz | Name                  | Nation      | Zeit (s) |
| ----- | --------------------- | ----------- | -------- |
| 1     | Kim Batten            | USA         | 52,61 WR |
| 2     | Tonja Buford          | USA         | 52,62    |
| 3     | Deon Hemmings         | Jamaika     | 53,48 NR |
| 4     | Heike Meißner         | Deutschland | 54,86    |
| 5     | Tetjana Tereschtschuk | Russland    | 54,94    |
| 6     | Silvia Rieger         | Deutschland | 55,01    |
| 7     | Ionela Târlea         | Rumänien    | 55,46    |
| 8     | Natalja Torschina     | Kasachstan  | 56,75    |

## Video
- Women's 400m Hurdles Final World Champs Gothenburg 1995, Video veröffentlicht am 26. April 2016 auf youtube.com, abgerufen am 9. Juni 2020